# Ташнет, Ребекка
Ребекка Лия Ташнет — американский специалист в сфере авторского права, товарных знаков и ложной рекламы. В дополнение к своей основной научной деятельности Ташнет занимается изучением фанфиков.

## Биография
Отец Ребекки, Марк Ташнет — профессор права, а мать, Элизабет Александер, руководит национальным тюремным проектом Американского союза гражданских свобод. Её младшая сестра, Ева Ташнет — писатель и блогер нетрадиционной ориентации.
В 1995 году Ташнет получила степень бакалавра в Гарвардском университете, а в 1998 году — докторскую степень в Йельской школе права. Ташнет была клерком судьи апелляционного суда третьего округа США Эдварда Беккера (1998—1999) и судьи Верховного суда США Дэвида Саутера (1999—2000). Она также работала в юридической фирме Debevoise & Plimpton. Затем Ташнет начала преподавательскую деятельность, сначала в школе права Нью-Йоркского университета (2002—2005), затем перешла в школу права университета Джорджтаун. В ходе своей практики Ташнет представляла клиентов в спорах по авторским правам с правообладателями и товарных спорах. Она занималась представлением интересов Организации трансформационных работ, некоммерческий проект, который поддерживает фанфики путём сохранения и пропаганды. Она в течение нескольких лет ведёт блог АВА «Blawg 100».

## Работы
- «Worth a Thousand Words: The Images of Copyright Law», 125 Harv. L. Rev. 683 (2012)
- «Gone in 60 Milliseconds: Trademark Law and Cognitive Science», 86 Texas L. Rev. 507 (2008)
- «Legal Fictions: Copyright, Fan Fiction, and a New Common Law», 17 Loy. L.A. Ent. L.J. 651 (1997)
- «Copy This Essay: How Fair Use Doctrine Harms Free Speech and How Copying Serves It», 114 Yale L.J. 535 (2004)
- «Copyright as a Model for Free Speech Law: What Copyright Has in Common with Anti-Pornography Laws, Campaign Finance Reform, and Telecommunications Regulation» 42 B.C. L. Rev. 1 (2000)
- Advertising & Marketing Law: Cases & Materials (2014 ed.), with Eric Goldman (первый сборник прецедентов по теме)